# Polydesmus parmatus
Polydesmus parmatus är en mångfotingart som beskrevs av Karsch 1881. Polydesmus parmatus ingår i släktet Polydesmus och familjen plattdubbelfotingar. Inga underarter finns listade i Catalogue of Life.